# Welsh rarebit
Welsh rarebit (IPA: [wɛlʃ 'rɛərbIt]) lub Welsh rabbit (IPA: ['raebIt]) – danie składające się z gorącego sosu na bazie sera podawanego na plasterkach chleba tostowego. Pierwotna XVIII-wieczna nazwa tego dania brzmiała żartobliwie Welsh rabbit (dosłownie „walijski królik”), która później zreinterpretowana została jako rarebit, jako, że w rzeczywistości danie nie zawiera królika. Wariantami potrawy są: English rabbit, Scotch rabbit, buck rabbit, golden buck i blushing bunny.
Chociaż nie ma mocnych dowodów na to, że danie pochodzi z kuchni walijskiej, czasami jest identyfikowane z walijskim caws pobi, pieczonym serem, udokumentowanym w XVI wieku.

## Sos
Niektóre przepisy po prostu zalecają stopienie startego sera na toście. Według innych robi się sos z sera, piwa typu ale i musztardy, przyprawiony pieprzem cayenne lub papryką. Inne przepisy dodają wino lub sos Worcestershire. Można też zmieszać ser i musztardę w sos beszamelowy.

## Warianty
Hannah Glasse, żyjąca w XVIII wieku autorka angielskiej książki kucharskiej The Art of Cookery podaje bliskie warianty Scotch rabbit, Welsh rabbit i dwie wersje English rabbit:

Aby zrobić Scotch rabbit, upiecz kawałek chleba bardzo ładnie z obu stron, posmaruj go masłem, pokrój plasterek sera wielkości chleba, przypiecz go z obu stron i połóż na chlebie.
Aby zrobić Welsh rabbit, podpiecz chleb z obu stron, a następnie podpiecz ser z jednej strony, połóż na toście i przypiecz go gorącym żelazem z drugiej strony. Możesz go natrzeć musztardą.
Aby zrobić English rabbit, podpiecz kromkę chleba z obu stron, połóż ją na talerzu przed ogniem, nalej na nią kieliszek czerwonego wina i pozwól nasiąknąć winem; następnie pokrój bardzo cienko ser i połóż go bardzo grubą warstwą na chlebie i włóż do blaszanego piekarnika przed ogniem, a zaraz się przypiecze i przyrumieni. Podawaj na gorąco.
Albo zrób to w ten sposób. Podpiecz chleb i namocz go w winie, postaw przed ogniem, pokrój ser w bardzo cienkie plasterki, posmaruj dno talerza masłem, połóż ser, wlej dwie lub trzy łyżki białego wina, przykryj innym talerzem, połóż go na podgrzewaczu z rozżarzonymi węglami na dwie lub trzy minuty, a następnie mieszaj, aż będzie gotowe i dobrze wymieszane. Możesz dodać trochę musztardy; kiedy będzie gotowe, połóż go na chlebie i [...] zrumień go gorącą szuflą.

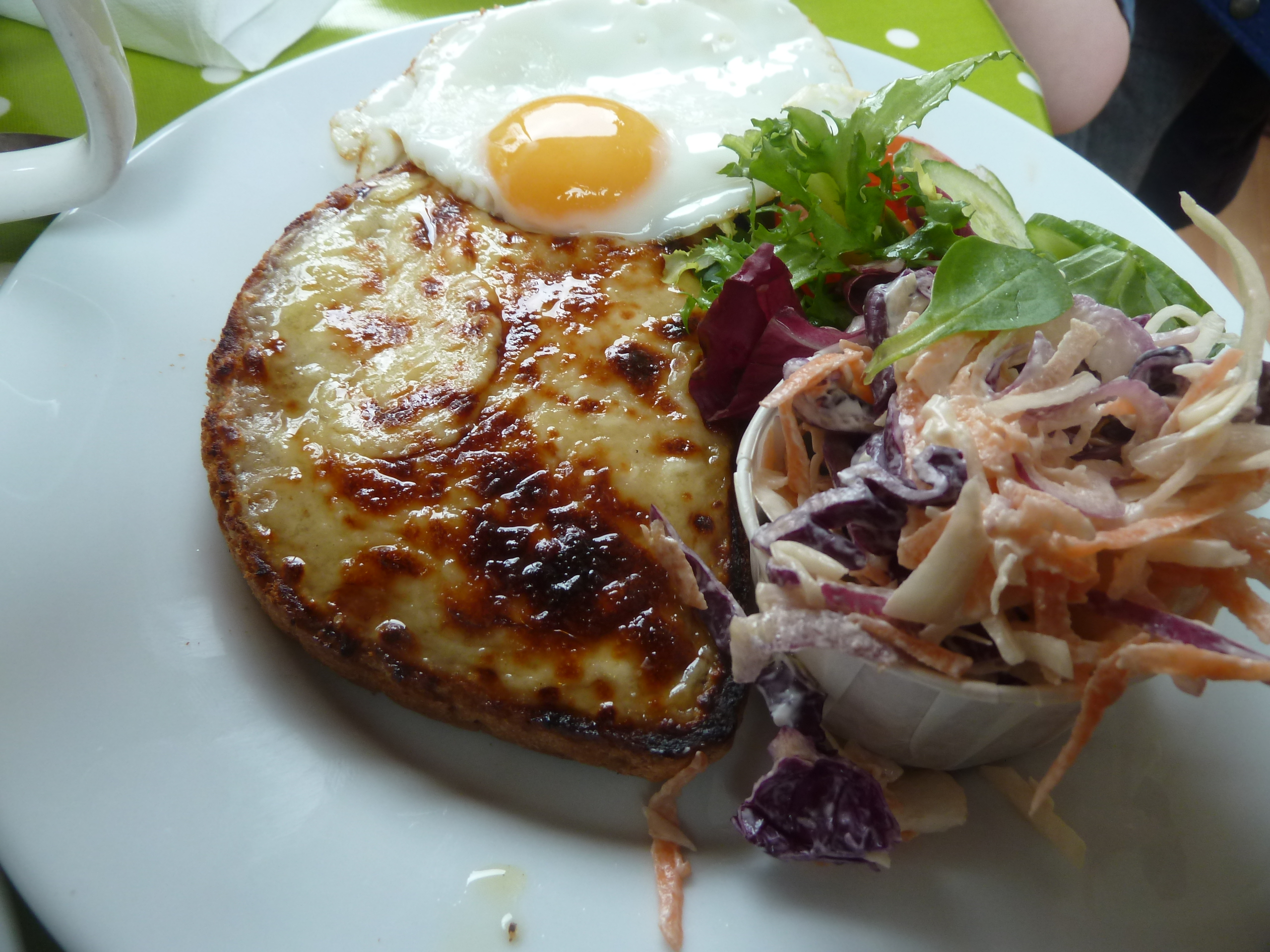
Buck rabbit (Welsh rabbit z jajkiem)

Wariant potrawy, w którym całość podana jest z jajkiem sadzonym na wierzchu zwany jest buck rabbit lub golden buck.
Welsh rabbit zmieszany z ugotowanym pomidorem lub zupą pomidorową daje blushing bunny.
We Francji un Welsh jest popularny w regionie Nord-Pas-de-Calais.

## Nazwa potrawy
Najstarsza odnotowana wzmianka o potrawie pod nazwą Welsh rabbit w angielskim tekście pochodzi z 1725 roku, ale pochodzenie tego terminu jest nieznane. Prawdopodobnie miał być żartobliwy. 
Przymiotnik Welsh („walijski”) prawdopodobnie użyty został jako pejoratywny dysfemizm, oznaczający „coś ordynarnego lub gorszej jakości” i sugerujący, że „tylko ludzie tak biedni i głupi jak Walijczycy jedzą ser i nazywają go królikiem”, lub że „najbliższą królikowi rzeczą, na którą mógł sobie pozwolić Walijczyk, był roztopiony ser na toście”. Mógł też nawiązywać do „skromnej diety mieszkańców walijskich wyżyn”. Innymi przykładami takich żartobliwych nazw potraw  są Welsh caviar (walijski kawior) – chleb z wodorostów; Essex lion (lew z Essex) – cielak; Norfolk kapon (kapłon z Norfolk) – solony śledź; Irish apricot (irlandzka morela) – ziemniak; Rocky Mountain oysters (ostrygi z Gór Skalistych) – jądra byka; i Scotch woodcock (słonka szkocka) – jajecznica i anchois na toście.
Danie mogło być przypisane Walijczykom, ponieważ lubili pieczony ser: I am a Welshman, I do love cause boby, good roasted cheese. (1542). Cause boby to walijski caws pobi – „pieczony ser”, ale nie jest jasne, czy jest on związany z Welsh rabbit.

### Rabbitirarebit
Słowo rarebit jest zniekształceniem słowa rabbit („królik”). Nazwa Welsh rabbit została po raz pierwszy odnotowana w 1725 roku, a rarebit w 1781. Słowo rarebit nie jest używane samodzielnie, z wyjątkiem nawiązań do potrawy. W 1785 roku Francis Grose zdefiniował Welch rabbit [sic] jako Welch rare bit, nie wskazując, który termin powstał pierwszy.
XVIII-wieczne angielskie książki kucharskie ujawniają, że uważano go wówczas za smakowitą kolację lub danie tawernowe, oparte na wybornych serach typu cheddar i pszennym chlebie […]. Co zaskakujące, wydaje się, że istniał nie tylko Welsh Rabbit, ale także English Rabbit, Irish Rabbit i Scotch Rabbit, ale żaden rarebit.
Od XX wieku nazwami rarebit, rarebit sauce, a nawet rabbit sauce określany był sos serowy używany w hamburgerach i innych potrawach.

## W kulturze

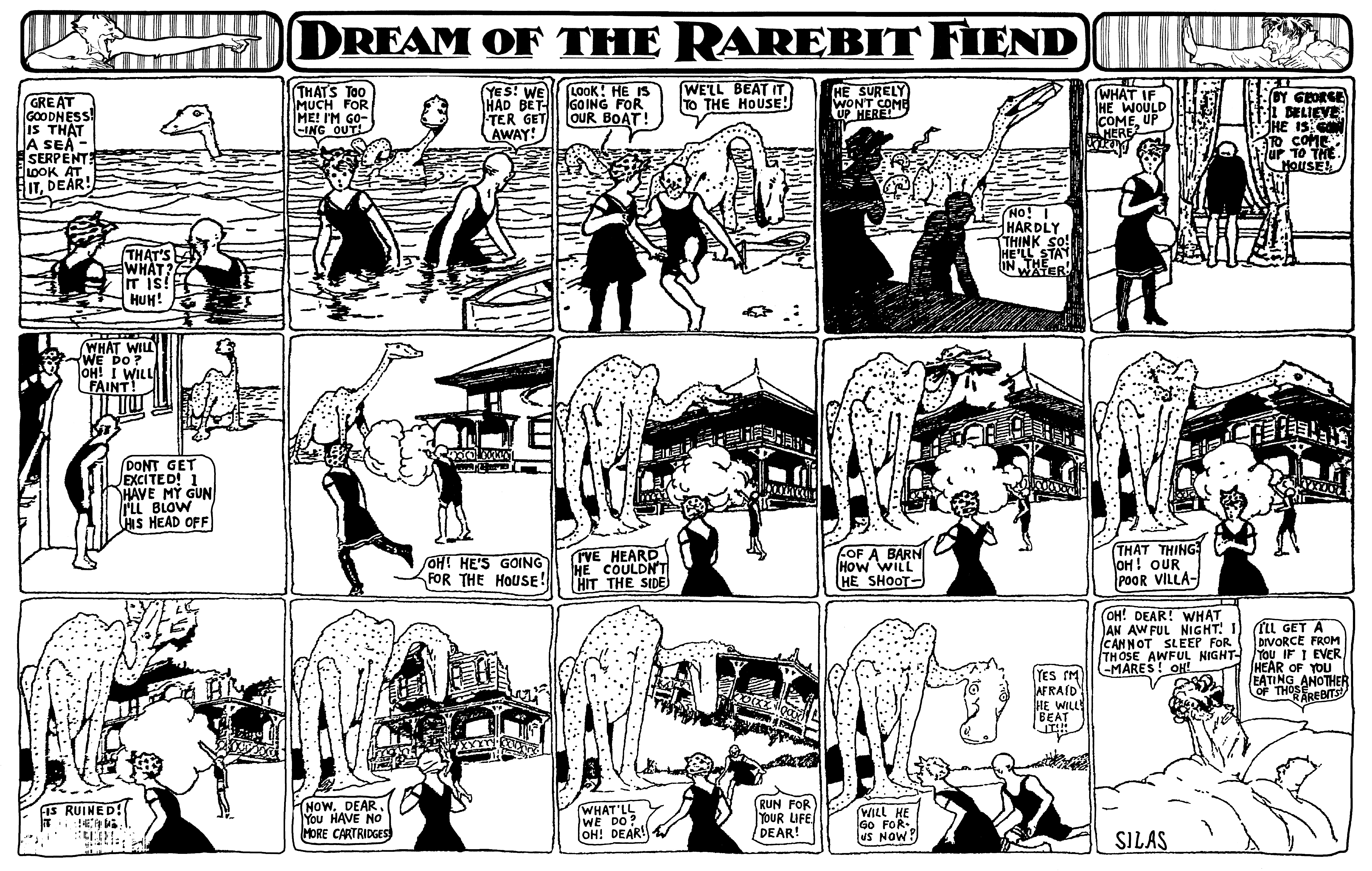
Komiks Winsora McCaya "Dream of the Rarebit Fiend" opowiada o fantastycznych snach, które mają różne postacie, ponieważ zjadły Welsh rarebit przed pójściem spać

Pogląd, że ser tostowany był daniem, któremu Walijczycy nie mogli się oprzeć, istniał od średniowiecza. W A C Merie Talys (100 wesołych opowieści), drukowanej książce dowcipów z 1526 roku, jest powiedziane, że Bóg, zmęczony przez przebywających w niebie Walijczyków, „którzy swym trajkotem kłopotali wszystkich innych”, poprosił odźwiernego nieba, św. Piotra, aby coś z tym zrobił. Święty Piotr wyszedł za bramę nieba i zawołał donośnym głosem: Cause bobe („tostowany ser”). Wszyscy Walijczycy wybiegli za bramę, po czym św. Piotr zamknął ją i dlatego w niebie nie ma Walijczyków.
Betty Crocker's Cookbook twierdzi, że walijskim chłopom nie wolno było jeść królików złapanych na polowaniach w majątkach szlachty, więc jako substytut używali stopionego sera. Twierdzi również, że Ben Jonson i Charles Dickens jedli walijski rarytas w pubie Ye Olde Cheshire Cheese w Londynie. W książce nie podane są żadne dowody potwierdzające te informacje; w rzeczywistości Ben Jonson zmarł prawie sto lat przed pierwszym poświadczeniem terminu Welsh rabbit.
Welsh rarebit rzekomo powoduje wyraziste sny. Książka Welsh Rarebit Tales z 1902 roku to zbiór krótkich opowieści grozy, rzekomo członków klubu pisarskiego, którzy zjedli dużą ilość rarebit, aby mieć inspirujące sny.